# Selección de críquet de las Islas Malvinas
La selección de críquet de las Islas Malvinas (en inglés: Falkland Islands cricket team) es el equipo que representa el territorio de ultramar británico de las Islas Malvinas en partidos internacionales de críquet. Jugaron su primer partido internacional contra Chile en febrero de 2004, y ganaron membresía afiliada al Consejo Internacional de Cricket, el 29 de junio de 2007. La decisión de admitir que no fue unánime, ya que Argentina se abstuvo en la votación.
Las Malvinas participaron en su primer torneo internacional sancionado por la Corte Penal Internacional cuando tomaron parte en el torneo inaugural ICC Americas Championship Division Four en México entre el 13 y 19 de junio de 2010. El equipo ganó su primer partido en el torneo, venciendo a Costa Rica. El capitán del equipo, Elliott Taylforth, fue jugador del partido, teniendo 6 ventanillas para 14 carreras (incluyendo un triplete).
Hay planes para construir segundo campo de cricket de las islas, que se construirá en Puerto Argentino/Stanley, que se sumará a la ya existente en la Base Aérea de Monte Agradable. Esto permitirá ligas y competiciones para varias edades.